# Deutsch-kapverdische Beziehungen
Die Staaten Deutschland und Kap Verde unterhalten ein freundschaftliches und problemloses Verhältnis.

## Geschichte
Seit ihrer Entdeckung 1456 durch portugiesische Seefahrer gehören die Kapverdischen Inseln zum Portugiesischen Weltreich. Nach der Nelkenrevolution 1974 in Portugal erfolgte 1975 die volle Unabhängigkeit des Staates Kap Verde, die von beiden deutschen Staaten anerkannt wurde.
Seit seiner Unabhängigkeit erhielt die Republik Kap Verde im Rahmen finanzieller und technischer Entwicklungszusammenarbeit etwa 100 Mio. Euro aus der westdeutschen Bundesrepublik, womit es zu den Ländern mit der höchsten deutschen Entwicklungshilfe pro Einwohner zählt. Zu den Hauptzielländern der ostdeutschen DDR-Entwicklungszusammenarbeit zählte das Land dagegen nicht, im Gegensatz zu anderen früheren portugiesischen Kolonien wie Angola und insbesondere Mosambik.
Nachdem das Land seit 2010 von der Weltbank als Land mit mittlerer Wirtschaftskraft geführt wird, ist die deutsche Entwicklungszusammenarbeit mit Kap Verde ausgelaufen.

## Diplomatie

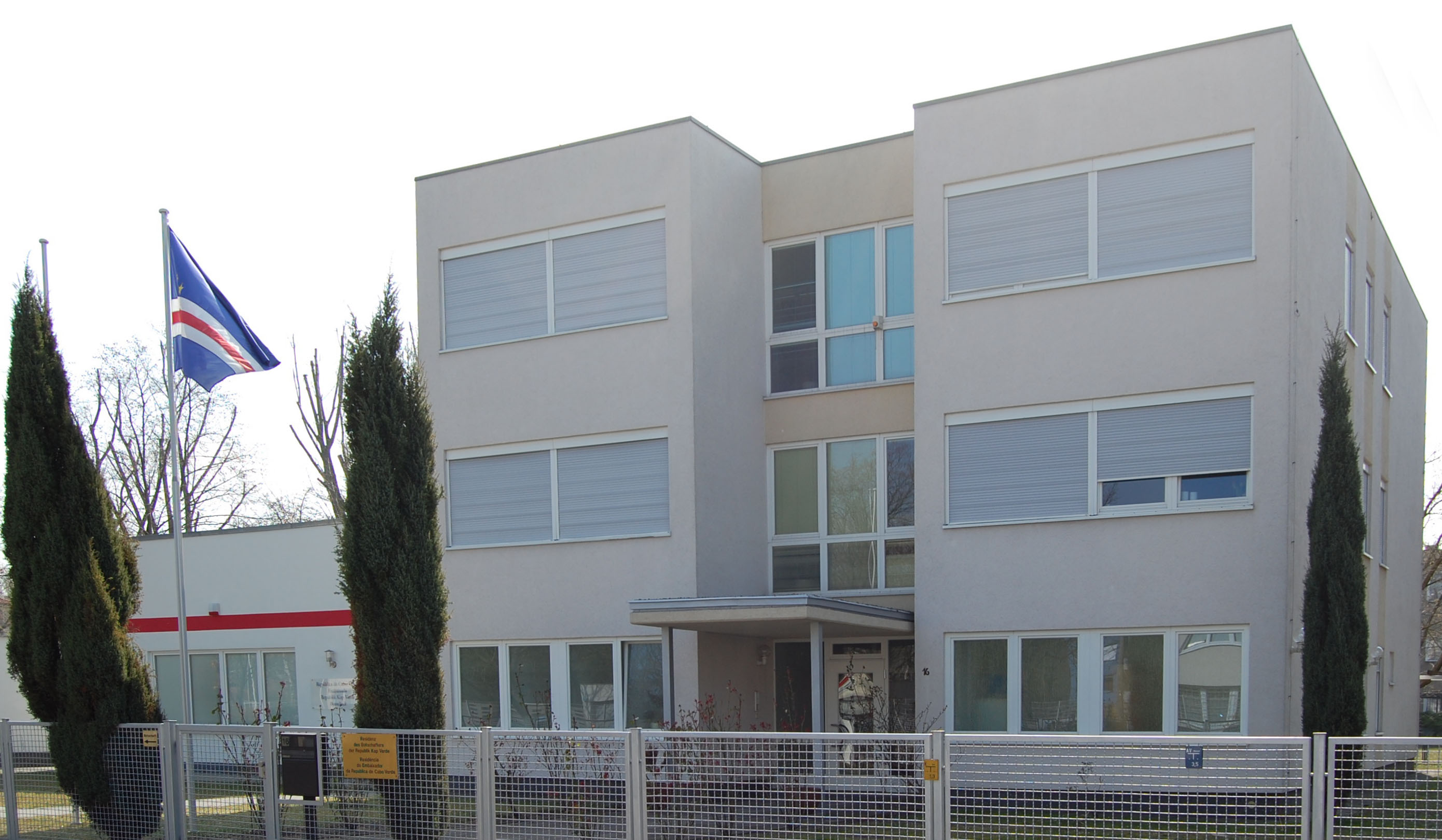
Die Botschaft Kapverdes in Berlin-Pankow

Die Bundesrepublik unterhält in Kap Verde keine eigene Botschaft und ist dort über die Deutsche Botschaft in Lissabon vertreten. In der kapverdischen Stadt Mindelo ist ein Honorarkonsul der Bundesrepublik Deutschland präsent.
Kap Verde ist in Deutschland mit einer eigenen Botschaft in Berlin vertreten. Zudem bestehen kapverdische Honorarkonsulate in Hamburg, Stuttgart, Homburg und Eschborn (Stadtregion Frankfurt).

## Kultur und Tourismus

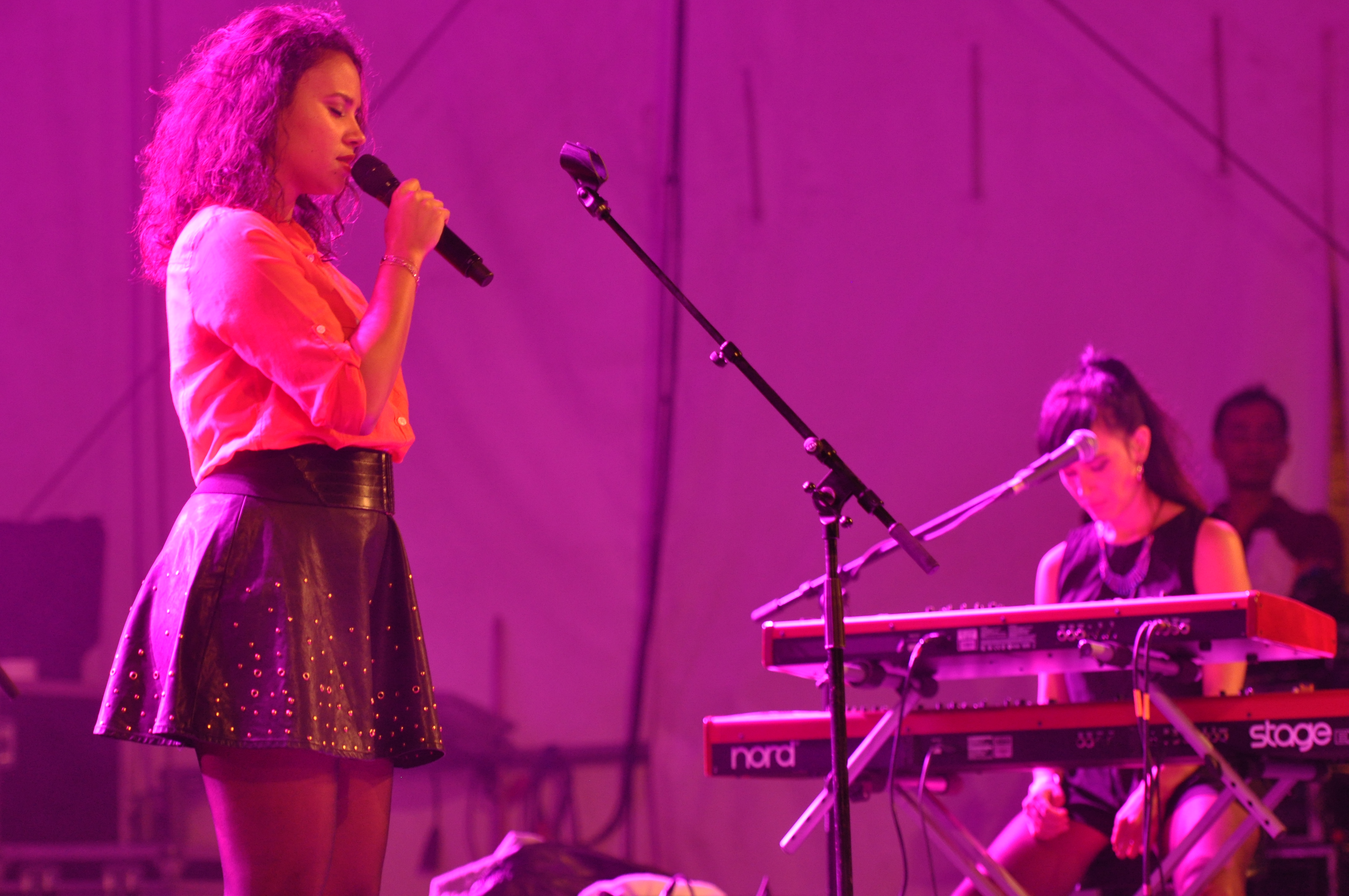
Mayra Andrade auf dem Horizonte-Festival in Koblenz (2014)

Seit der internationalen Aufmerksamkeit für die kapverdische Sängerin Cesária Évora (1941–2011) ist die Musik der Kapverdischen Inseln auch unter deutschen Freunden der Weltmusik ein Begriff. Insbesondere Sängerinnen wie Lura, Carmen Souza oder Mayra Andrade sind hierzulande sowohl durch Gastspiele als auch durch Tonträgerveröffentlichungen bekannt.
Germano Almeida gilt als einer der bedeutendsten Namen der zeitgenössischen Literatur Kap Verdes. Sein Roman Das Testament des Herrn Napumoceno, 1997 als Fischer-Taschenbuch erstmals auf Deutsch erschienen, ist eines der raren Beispiele für deutsche Übersetzungen kapverdischer Werke.
Deutschen Urlaubern ist das Land insbesondere für Wander- und Individualreisen ein Begriff. Inzwischen wird Kap Verde auch in den Katalogen für Pauschalreisen angeboten, insbesondere die Insel Sal hat sich zu einem Ziel des internationalen Massentourismus entwickelt. Eine Vielzahl Reiseführer und Fernsehsendungen in Deutschland tragen weiter zur Etablierung Kap Verdes auf dem deutschen Reisemarkt bei.
Nach Portugiesen und Italienern mit je 30 % waren deutsche Urlauber 2007 mit etwa 12 % die drittgrößte Gruppe unter den Besuchern Kap Verdes.

## Bildung
Der Deutsche Akademische Austauschdienst (DAAD) ermöglicht jedes Jahr Stipendiaten aus beiden Ländern einen Aufenthalt im jeweils anderen Land. Im Jahr 2015 kamen dabei 16 Geförderte aus Deutschland nach Kap Verde, während 13 geförderte Kapverdier Deutschland besuchten.
Zudem unterhält der DAAD Kooperationen und Hochschulprojekte auch mit Kapverdischen Bildungseinrichtungen.

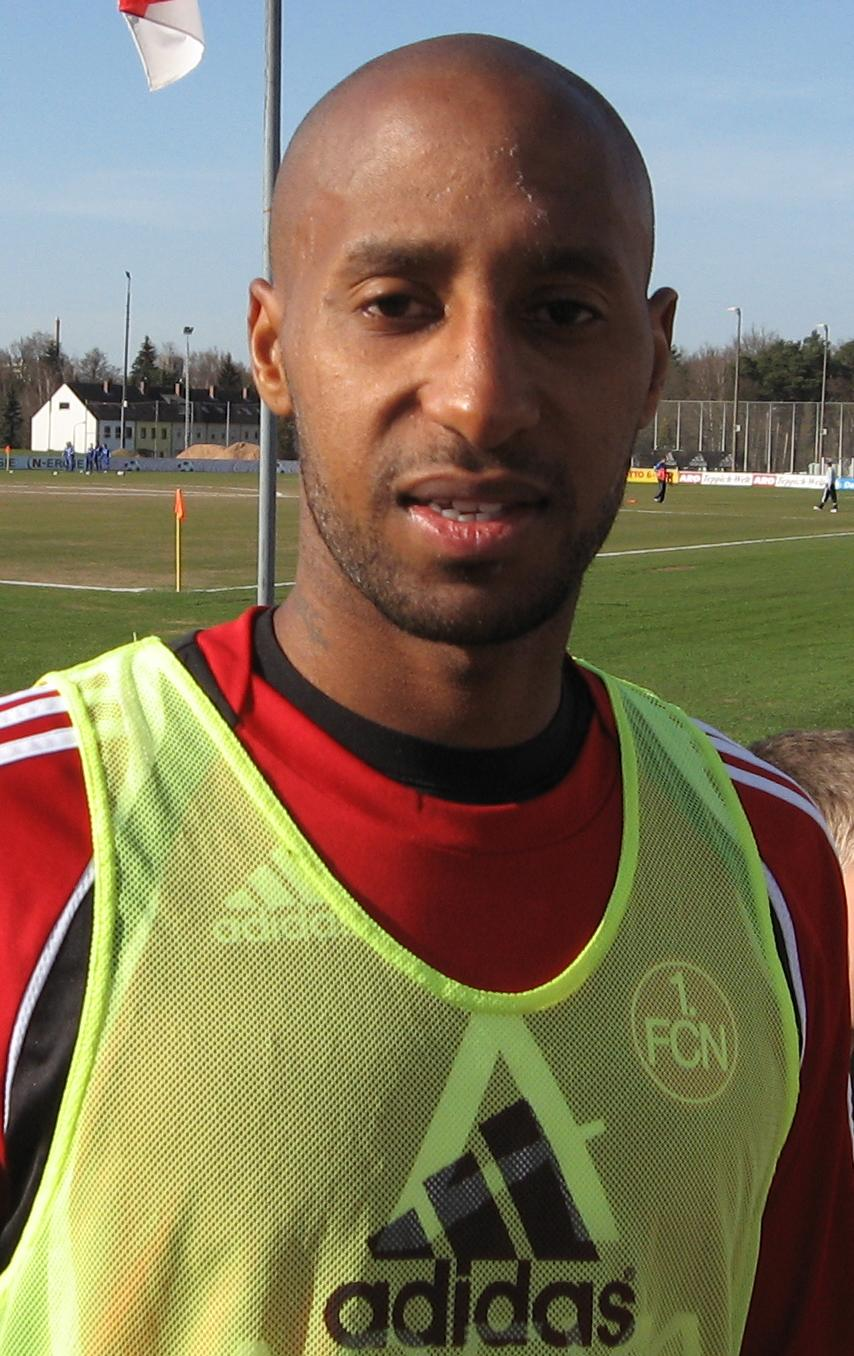
Mickaël Tavares im Trikot des 1. FC Nürnberg (2010)

## Sport
Mannschaften und Sportler aus Deutschland und Kap Verde treffen eher selten aufeinander. Einer dieser Fälle war das Zusammentreffen der kapverdischen Basketballnationalmannschaft mit der deutschen Auswahl im olympischen Qualifikationsturnier im Juli 2008 in Athen, bei dem das kapverdische Team ausschied.
Einige kapverdische Fußballspieler waren auch in deutschen Klubs aktiv, darunter Mickaël Tavares und Cafú.